# Ida Sager
Ida Lovia Josefina Sager (född Fock), född 11 februari 1864 i Stockholm, död där 10 april 1914, var en svensk författarinna.

## Biografi
Ida Sager var dotter till kanslirådet Alfred Fock. Hon gifte sig 1890 med förste hovstallmästaren Edvard Sager, som innehade Ryfors bruk. Ida Sager hade livliga botaniska intressen, som hon ärvt efter sin morfar, professor Bengt Fries, och i bruksträdgården med dess engelska park kombinerades hennes zoologiska intressen med hortikulturella. Hennes studier blev utgångspunkten för boken Från gamla trädgårdsland (1910, ny upplaga 1924 med biografi över författaren av Ellen Nordenstreng), där hon beskrev de gamla trädgårdsväxterna ur kulturhistoriska och folkmedicinska synpunkter. Postumt utgavs en biografi, Bengt Fredric Fries och en skönlitterär samling Skizzer, båda 1916.